# Allzeit Beep-Beep
Allzeit Beep-Beep (Originaltitel: Beep Prepared; Alternativtitel: Karl der Coyote – Wer wagt, gewinnt) ist ein US-amerikanischer animierter Kurzfilm von Chuck Jones aus dem Jahr 1961.

## Handlung
Road Runner und Wile E. Coyote sind mal wieder in tiefer Feindschaft miteinander verbunden. Mit verschiedenen Strategien versucht Wile E. Coyote den Road Runner zu erwischen und zu fressen, der sich immer auf der Straße bewegt und sein Kommen durch das stets gleiche „Meep Meep“ ankündigt. Immer wenden sich die Pläne des Coyoten gegen ihn: Steine zerquetschen ihn und nicht den Road Runner, in Löcher für den Road Runner fällt stets der Coyote. Er füttert den Road Runner mit Eisenfutter, um ihn anschließend mit einem Magneten aufspüren zu können, doch landet der Coyote an einer Eisenbahn. Am Ende schießt sich Wile E. Coyote mit einem Raketensessel, mit dem er eigentlich den extrem schnell laufenden Road Runner einholen wollte, ins All, wo der Sessel explodiert und der Coyote mit Pfeil und Bogen als Sternzeichen erscheint.

## Produktion
Allzeit Beep-Beep kam am 11. November 1961 als Teil der Merrie Melodies Theatrical Cartoon Series in die Kinos. Im Film versucht Wile E. Coyote elf Mal, den Road Runner zu fangen. Das „Meep Meep“ des Road Runner spricht Paul Julian. Die Bezeichnungen in verballhorntem Latein zu Beginn des Films lauten Tidbittius Velocitus (Road Runner) und Hungrii Flea-Bagius (Wile E. Coyote).

## Auszeichnungen
Allzeit Beep-Beep wurde 1962 für einen Oscar in der Kategorie „Bester animierter Kurzfilm“ nominiert, konnte sich jedoch nicht gegen Der Ersatz durchsetzen.